# 조선민주주의인민공화국 교통성
교통성(交通省) 또는 운수성(運輸省)은 조선민주주의인민공화국의 내각 중앙 행정기관의 하나이다. 초창기에는 우마차와 자동차 가공, 인허가 등의 업무를 담당하였고 경공업 기술의 발전 이후에는 자동차 생산, 수출입 등의 업무를 담당한다. 1948년 9월 2일 내각의 설립과 동시에 설치되었다.
1958년 9월 2일 운수성으로 개칭되었으며 1967년 12월 28일 체신성과 통합, 교통체신위원회로 개편되었다가 1977년 12월 15일 다시 자동차 생산, 수출입 등의 업무만을 관장하는 체신성으로 분리, 개편되었다.

## 연혁
- 1948년 9월 2일 내각 출범과 동시에 교통성 설치
- 1958년 9월 2일 운수성으로 개칭
- 1967년 12월 28일 운수성을 체신성과 통합, 교통체신위원회로 개편
- 1977년 12월 15일 교통성 부활

## 역대 상, 부상

### 역대 상
- 주영하(朱寧河) 1948년 9월 2일 ~ 1949년 10월 8일 교통상
- 최창익 1949년 10월 8일 ~ 1951년 10월 8일 교통상
- 최용건 1951년 10월 8일 ~ 1953년 8월 2일 교통상
- 리극로 1953년 8월 2일 ~ 1957년 9월 20일 교통상
- 김회일 1957년 9월 20일 ~ 1958년 9월 2일 교통상
- 김회일 1958년 9월 2일 ~ 1960년 1월 8일 운수상
- 리극로 1960년 1월 8일 ~ 1960년 10월 23일 운수상
- 김두봉 1960년 10월 23일 ~ 1962년 10월 22일 운수상
- 김회일 1962년 10월 23일 ~ 1967년 12월 28일 운수상

### 부상
- 김회일 1948년 9월 2일 ~ 1953년 2월 1일 교통성 부상
- 남일 1953년 2월 1일 ~ 1953년 3월 14일 교통성 부상
- 김회일 1953년 3월 14일 ~ 1954년 1월 8일 교통성 부상
- 허성택 1954년 1월 8일 ~ 1957년 11월 28일 교통성 부상
- 현무광 1957년 11월 28일 ~ 1958년 9월 2일 교통성 부상
- 현무광 1958년 9월 2일 ~ 1967년 12월 28일 운수성 부상

## 산하 기관
- 륙운국
- 해운국
- 조쏘항공사

## 같이 보기
- 조쏘항공사
- 교통체신위원회